# Wikariat Loures - Odivelas
Wikariat Loures - Odivelas − jeden z 17 wikariatów Patriarchatu Lizbony, składający się z 14 parafii:
- Parafia Matki Bożej Oczyszczenia w Bucelas
- Parafia św. Piotra w Caneças
- Parafia Matki Bożej Różańcowej w Famões
- Parafia św. Saturnina w Fanhões
- Parafia św. Juliana we Frielas
- Parafia św. Piotra w Lousa
- Parafia Najświętszego Imienia Jezus w Odivelas
- Parafia św. Adriana w Póvoa de Santo Adrião
- Parafia Najświętszej Maryi Panny Królowej Apostołów w Ramada
- Parafia św. Antoniego w Santo Antão do Tojal
- Parafia św. Antoniego w Santo António dos Cavaleiros
- Parafia św. Stefana w Santo Estêvão das Galés
- Parafia św. Juliana w São Julião do Tojal